# Бровій Анатолій Анатолійович
Анато́лій Анато́лійович Брові́й (народився 13 травня 1983 у селі Купчинці Іллінецького району Вінницької області) — український юрист і науковець, заслужений юрист України, кандидат юридичних наук, доцент, директор-розпорядник Національного академічного драматичного театру імені Івана Франка, перший заступник генерального директора Національного цирку України (2019—2024 рр.), радник Міністра культури України (2019 р.), багаторічний проректор (перший проректор) Національної музичної академії України імені П. І. Чайковського (2008—2019 рр.), виконувач обов'язки ректора Національної музичної академії України імені П. І. Чайковського (2018 р.) 

## До життєпису
У 2005 закінчив юридичний факультет Національної академії державної податкової служби України.
Із 2006 по 2019 рр. працював у Національній музичній академії України імені П. І. Чайковського: 
З жовтня 2006 року по грудень 2006 року — юрисконсульт.
З січня 2007 року по лютий 2008 року — провідний юрисконсульт.
З лютого 2008 по вересень 2016 року — проректор з адміністративної та правової роботи.
У 2009 захистив кандидатську дисертацію на тему: «Адміністративно-правове регулювання трудових відносин в Україні».
Автор 10 наукових публікацій з проблем правового регулювання трудових відносин в Україні.
З жовтня 2016 року переведений на посаду першого проректора.
01 серпня 2018 року Наказом Міністерства культури України за № 717/0/17-18 від 31 липня 2018 року призначений виконуючим обов'язки ректора Національної музичної академії України імені П. І. Чайковського.
13 листопада 2018 року знято виконання обов'язків ректора Національної музичної академії України імені П. І. Чайковського у зв'язку з обранням керівника.
Із 2007 по 2019 рр. у Національній музичній академії України імені П. І. Чайковського викладав дисципліну «Правознавство».
04 червня 2019 року наказом Міністерства культури України від 31.05.2019 року № 512/0/17-19 призначений на посаду радника Міністра культури України.
23 серпня 2019 року звільнений з посади радника Міністра культури України у зв'язку з відставкою Кабінету Міністрів України.
2019—2024 рр. — перший заступник генерального директора Державного підприємства «Національний цирк України».
05 квітня 2024 року призначений на посаду директора-розпорядника Державного підприємства "Національний академічний драматичний театр імені Івана Франка".

## Особисте життя
Одружений, має доньку і сина.

## Нагороди
- Нагороджений Грамотою Міністерства Культури України «За сумлінну працю та високий професіоналізм» (2007).
- Нагороджений Грамотою Верховної Ради України «За заслуги перед українським народом» (2018).
- Має почесне звання «Заслужений юрист України»[7].
- Лауреат Національного рейтингу «Топ-100 видатних чоловіків Київщини» в номінації «Гордість Київщини» (2020)